# 時範記
『時範記』（ときのりき）は、平安時代後期の官人、平時範が記した日記。右大記、平右記、右大丞記とも。その逸文から承保2年（1075年）から嘉承3年（1108年）にかけて書かれていたことが確認される。自筆原本は伝存しない。宮内庁書陵部に永長2年（1097年）七月条と承徳3年（1099年）正月から三月条、国立歴史民俗博物館に永長元年三七月条など一部写本が伝存する。宮内庁書陵部所蔵分は、早川庄八と宮崎康充によって「書陵部紀要」14・17・32号に翻刻されている。